# کوه اوو
کوه اوو (به لاتین: Mount Awu) یک آتشفشان چینه‌ای و کوه در اندونزی است که در Sangihe Islands واقع شده‌است. کوه اوو ۱٬۳۲۰ متر بالاتر از سطح دریا واقع شده‌است.